# 入部
入部為漢字索引的部首之一，計二畫，是康熙字典214個部首中的第11個（二劃的則為第5個）。入部構字時通常位於上方或中間。一字帶「入」且無其他部首時歸為入部。
中國大陸出版的適用於漢語簡化字的《汉字部首表》中“入”被列為人部的附形部首。一些原本歸入部的漢字在簡化字中「入」部件改作「人」，例如。
日本的新字体中也有不少「入」部件改作「人」，因此現代日語中歸入部的漢字較少。

## 部首單字解釋
1. 讀rù/ㄖㄨˋ時，意思為①從外面進到裡面。②到達。③納。④沉沒。⑤所得。⑥適合。⑦當、獲得。⑧四聲之一。參入聲。
2. 讀rǔ/ㄖㄨˇ時，意思為①塞放。②暗中把東西給人。
3. 讀rì/ㄖˋ時，即肏、觸。

## 字形

甲骨文
金文
大篆
小篆

### 部首字元及變形
- ⼊：KANGXI RADICAL ENTER (U+2F0A)

文字區：
- 入：CJK UNIFIED IDEOGRAPH-5165

### 字体的具體差別
「入」在不同的字體中設計有所不同。傳統印刷體（例如《康熙字典》字體）的中，捺有明顯的轉折，而手寫體的捺則較為平順。現時採用新字形的中文簡化字普遍改為類似手寫體的印刷字形，而港澳台繁/正體字、日本、韓國的印刷體普遍沿用傳統印刷體的形狀。
| 傳統手寫體 | 傳統印刷體 |
| ---------- | ---------- |
| 入         | 入         |

由于并非所有字体库都正确处理后者字型，所以看见的字型可能并不完全与字型描述的相同。

## 名稱
- 漢語：入部（注音：ㄖㄨˋ ㄅㄨˋ）、入字頭
- 日語：
- 朝鲜語：
- 越南語：Bộ nhập 部入

## 字例
| 部首外筆畫 | 字例 -{ |
| ---------- | ------- |
| 0          | 入      |
| 1          | 兦      |
| 2          | 內      |
| 3          | 㒰㒱    |
| 4          | 氽㒲全  |
| 5          | 㒳㒴𠓨  |
| 6          | 𠓩兩    |
| 7          | 𠓬兪    |
| 12         | 𠓹𠓺𠓻  |
| 14         | 𠓼      |
| 16         | 𠓾 }-   |